# 伝熱
伝熱（でんねつ、英: heat transfer）とは、熱エネルギーが空間のある場所から別の場所に移動する現象。熱移動（ねついどう）ともいう。「熱」は本来、高温物体から低温物体へと移動するエネルギーを指すが、その移動現象に特に着目した時にこれを伝熱という。
本項目では物理現象としての伝熱について説明する。工学的応用については伝熱工学を参照。

## 伝熱の形態
伝熱には熱伝導と熱放射の2つの基本形態がある。他方、固体壁と流れている流体と間の熱移動は、流体内での混合とそれに伴う熱拡散といった特有の物理現象を伴うため、伝熱現象の観点からも特徴的な現象である。また、自然界や日常生活，さらに身の回りの機器においても頻繁に遭遇する現象であるため、これを「対流熱伝達」と呼び、伝熱形態として熱伝導・対流熱伝達・熱放射の3形態を併記したり、伝熱の3形態とする場合もある,。

### 熱伝導
物体内に非均一な温度分布が存在するとき、物体の中の温度の高いところから低いところへと熱エネルギーがひとりでに移動する現象である。ミクロには物体を構成する分子、原子、電子などの運動がエネルギーをやりとりすることで生じると考えられている。フーリエの法則として下記の式で表される。 
{\displaystyle q=-k{\frac {dT}{dx}}}
ここでqは熱流束、kは熱伝導率、Tは温度、xは位置。

### 熱放射
物体がその温度に応じて内部エネルギーを電磁波に変換し放出、または吸収することで高温物体から低温物体へのエネルギー移動が生じる現象である。より詳細には、固体表面はその電気電子的性質によって、波長依存性を持つ光吸収、反射、放射、光透過などの現象の組み合わせという、複雑なエネルギー移動現象である。プランクの法則によると、温度Tの黒体が放射する波長λの電磁波のエネルギーE(λ) は、
{\displaystyle E(\lambda )={\frac {8\pi hc}{\lambda ^{5}}}{\frac {1}{e^{hc/\lambda kT}-1}}}
と表せる。ここで、hはプランク定数、kはボルツマン定数。このエネルギーの交換はキルヒホッフの法則などに従う。E(λ)を電磁波の全波長で積分した合計の放射エネルギーはシュテファン＝ボルツマンの法則によれば物体の温度の4乗に比例し、
{\displaystyle E_{B}(T)\equiv \int _{0}^{\infty }E(\lambda )d\lambda =\sigma T^{4}}
となる。方向性のない熱放射は固体表面の放射率εによって、εσT4となる。2つの固体間の放射熱交換はそれぞれの固体が相手を見る立体角に関係する形態係数F1→2などを用いて計算される。

## 対流熱伝達
流体が流れる場合に、その保有するエネルギーが流体とともに運搬されるために生じる伝熱現象は対流熱伝達と呼ばれる。対流熱伝達では流体の持つエンタルピーの移動も関係してくるのが特徴である。対流熱伝達には必ず熱伝導と放射のいずれか一方または両者が同時に存在しており、対流を伝熱の基本形態に含める場合と含めない場合がある。ニュートンの冷却の法則により次式で表される。
{\displaystyle q=h(T_{f}-T_{s})}
ここでqは熱流束（単位時間に単位面積を横切って移動した熱量）、hは熱伝達率、Tfは流体の温度、Tsは固体表面の温度。
対流熱伝達には強制対流熱伝達と自然対流熱伝達がある。強制対流熱伝達は、ポンプやファンなどの外部から与えられた流れにより起こる熱伝達である。自然対流熱伝達は、温度差より生ずる浮力による対流を通じた熱伝達である。